# Prix de Pardieu
Prix de Pardieu är ett montélopp för fyraåriga hingstar och ston som äger rum i januari på Hippodrome de Vincennes i Paris i Frankrike. Det är ett Grupp 2-lopp, man måste minst ha sprungit in 25 000 euro för att få starta. Den samlade prissumman 120 000 euro, varav 54 000 euro i förstapris.

## Vinnare
| År   | Häst               | Far                | Kusk                      | Tränare                 | Tid/km |
| ---- | ------------------ | ------------------ | ------------------------- | ----------------------- | ------ |
| 2025 | Lovissime          | Love You           | Guillaume Martin          | Philippe Allaire        | 1'12"1 |
| 2024 | Kyrielle des Vaux  | Rolling d'Héripré  | Guillaume Lenain          | Charley Mottier         | 1'12"6 |
| 2023 | Jubile Prior       | Prince de Montfort | Aurelien Desmarres        | Jean-Michel Bazire      | 1'12"7 |
| 2022 | Idéale du Chêne    | Bird Parker        | Paul-Philippe Ploquin     | Julien Le Mer           | 1'12"3 |
| 2021 | Hallix             | Roc Meslois        | Éric Raffin               | Guillaume Gillot        | 1'11"9 |
| 2020 | Girly Beco         | Tiégo d'Étang      | Guillaume Martin          | Maxime Bezier           | 1'12"7 |
| 2019 | Ferreteria         | Goetmals Wood      | Matthieu Abrivard         | Yves Boireau            | 1'12"6 |
| 2018 | Exotica de Retz    | Prodigious         | Delphine Beaufils Ernault | Sébastien Ernault       | 1'12"8 |
| 2017 | Durzie             | Jag de Bellouet    | Alexandre Abrivard        | Laurent-Claude Abrivard | 1'13"4 |
| 2016 | Clara du Pontseuil | Mich Phili         | Anthony Barrier           | Patrice Lebouteiller    | 1'12"8 |
| 2015 | Beauty Turgot      | Hand du Vivier     | Anthony Barrier           | Fabrice Souloy          | 1'13"2 |
| 2014 | A Nous Deux        | Goetmals Wood      | Nathalie Henry            | Ronny Kuiper            | 1'13"1 |
| 2013 | Vision Intense     | Prodigious         | Nathalie Henry            | Philippe Moulin         | 1'12"7 |
| 2012 | Unshine Aimef      | Kiwi               | Matthieu Abrivard         | Alexandre Buisson       | 1'13"7 |
| 2011 | Talina Madrik      | Korean             | Damien Bonne              | Sébastien Guarato       | 1'12"9 |
| 2010 | Surabaya Jiel      | Goetmals Wood      | Matthieu Abrivard         | Jean-Luc Dersoir        | 1'12"7 |
| 2009 | Rocket du Closet   | Look de Star       | Maxime Bezier             | Sébastien Guarato       | 1'14"1 |
| 2008 | Quinta des Lucas   | Cygnus d'Odyssee   | Romain-Christian Larue    | Bruno Marie             | 1'16"3 |
| 2007 | Princess Foot      | Arnaqueur          | Thibault Viet             | Patrick Hawas           | 1'13"2 |
| 2006 | Orelie de Retz     | First de Retz      | Éric Raffin               | Luc Roelens             | 1'14"9 |
| 2005 | Nobilis Jiel       | Gai Brillant       | Philippe Masschaele       | Jean-Luc Dersoir        | 1'15"6 |
| 2004 | Mon Jeu Diam       | Big Prestige       | Matthieu Abrivard         | Patrick Thibout         | 1'16"1 |
| 2003 | Latinus            | Dahir de Prelong   | Jean Loïc Claude Dersoir  | Joël Hallais            | 1'17"5 |
| 2002 | Keno des Fontaines | Super Mâle         | Martial Viel              | Andre Henri Viel        | 1'16"7 |
| 2001 | Jairo des Veys     | Allegro            | Pierre Yves-Verva         | Joachim Marteau         | 1'15"7 |
| 2000 | Island Love        | Coktail Jet        | Jean-Michel Bazire        | Jean-Pierre Dubois      | 1'17"6 |
| 1999 | Holly du Locton    | Viking's Way       | Jean-Paul Piton           | Philippe Allaire        | 1'16"7 |
| 1998 | Gai Brillant       | Podosis            | Jean-Philippe Mary        | Philippe Allaire        | 1'18"7 |
| 1997 | Figaro Ci          | Turquetil          | Jean-Marie Monclin        | Paul Viel               | 1'18"2 |